# Магнолия (сграда)
„Магнолия“ (на македонска литературна норма: „Магнолија“) е архитектурна забележителност в град Битоля, Северна Македония, обявена за паметник на културата.

## Местоположение
Разположена е на площад „Магнолия“, на главната улица „Широк сокак“ № 37.

## История
Изградена във втората половина на XIX век като собственост на битолския рентиер Икономов, който дава сградата под наем на австрийското консулство в града. От 1912 година, когато Битоля попадав в Сърбия, сградата започва да се използва като жилищна. През 80-те години става търговски и ресторантьорски обект под името „Магнолия“, заради магнолията, която се е намирала пред входа.

## Архитектура
Архитектурната концепция на сградата е монументална и напомня за средиземноморската архитектура. Южната фасада има изразена пропорционалност, постигната със симетрично разположени прозоречни отвори, обрамчни от мраморни рамки и дъгообразно засводени отвори на верандите.